# 安德森 (堪薩斯州)
安德森（英語：Anderson）是位於美國堪薩斯州史密斯縣的一個鬼鎮。

## 歷史
安德森的郵政局於1881年設立，直到1902年結束營運。

## 地理
安德森所處的海拔為高於海平面618米（即2028英呎），而該地所採用的時區為UTC-6，即北美中部時區（CST）。同時該地設有夏令時間，為UTC-6調快一小時，即UTC-5（CDT）。